# Richard Barthelmess

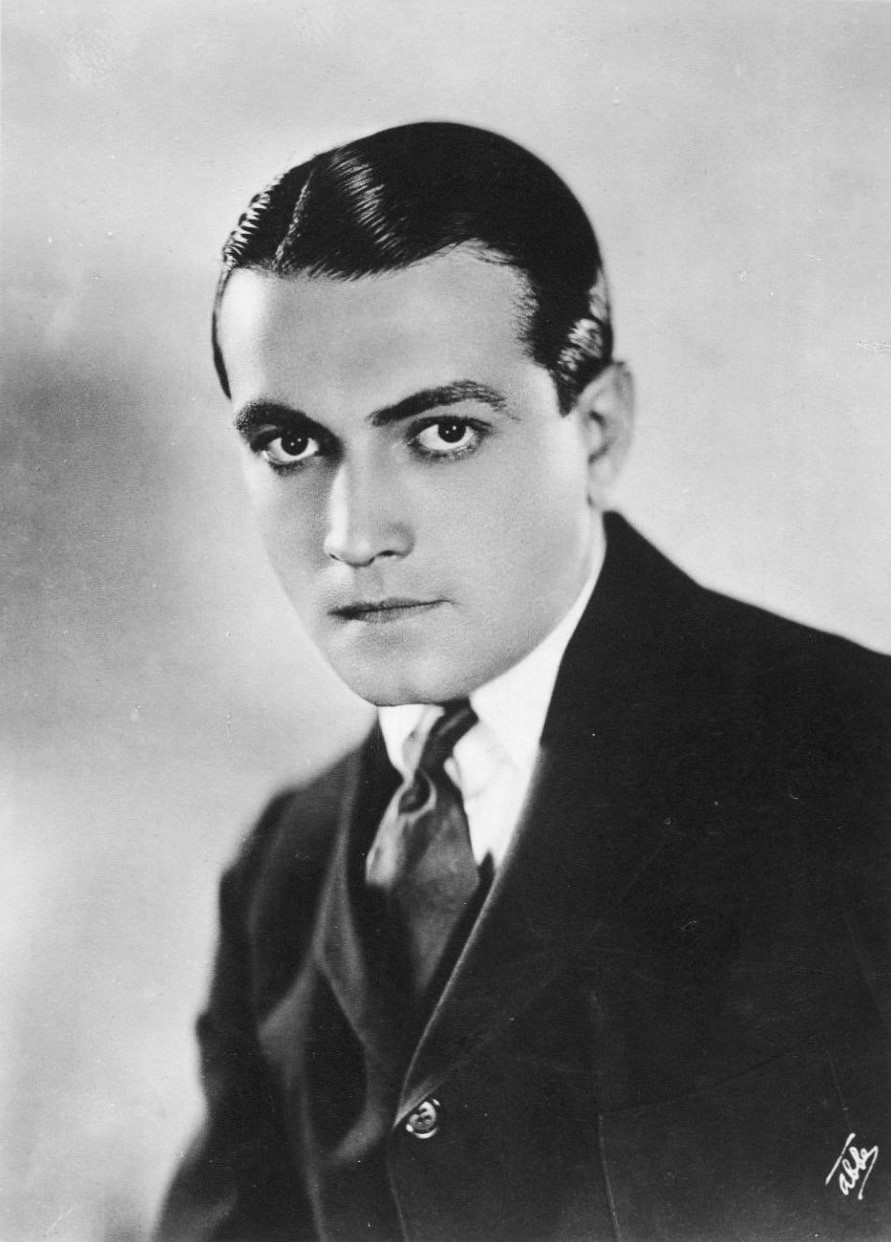
Richard Barthelmess

Richard Barthelmess (n. 9 mai 1895, d. 17 august 1963) a fost un star al filmului mut, nominalizat la premiul Oscar.
- Nominalizat la premiul Oscar pentru cel mai bun actor pentru rolul din The Patent Leather Kid (1927)
- Nominalizat la premiul Oscar pentru cel mai bun actor pentru rolul din The Noose (1928)

1. 1 2  Richard Semler Barthelmess, Find a Grave, accesat în 9 octombrie 2017
2. 1 2  Richard Barthelmess, Internet Broadway Database, accesat în 9 octombrie 2017
3. 1 2  Richard Barthelmess, SNAC, accesat în 9 octombrie 2017
4. 1 2  „Richard Barthelmess”, Gemeinsame Normdatei, accesat în 29 aprilie 2014
5. 1 2  Richard Barthelmess, Filmportal.de, accesat în 9 octombrie 2017
6. ↑  „Richard Barthelmess”, Gemeinsame Normdatei, accesat în 15 decembrie 2014
7. ↑  Find a Grave, accesat în 18 iunie 2024
8. ↑  Czech National Authority Database, accesat în 1 martie 2022